# 颖河
颍河，中国河流名，源头位于河南省，流经河南周口市及安徽阜阳市，在安徽寿县正阳关注入淮河，为淮河最大支流，上游以沙河为主，故又称沙颍河。